# 亞甲藍
亞甲藍 (INN:methylthioninium chloride，也稱methylene blue)，又称亚甲基蓝、次甲基蓝、次甲蓝，其他俗称旧称有：美蓝、藍趴、甲烯蓝、瑞士藍（Swiss blue），是一種用作染料和藥物的鹽類。作為藥物，它主要用於治療正鐵血紅蛋白血症。它曾被用於治療氰化物中毒和泌尿道感染，但這類用途已不再受到推薦。
亞甲基藍通常通過口服及靜脈注射方式給藥。使用後常見的副作用有頭痛、噁心和嘔吐。
亞甲藍於1876年首次由德國化學家海因里希·卡羅製備。它已列入世界衛生組織基本藥物標準清單中。

## 醫療用途

### 正鐵血紅蛋白血症
亞甲藍用於治療正鐵血紅蛋白血症，其作用是將血紅素中的三價鐵離子化學還原為二價鐵離子。正鐵血紅蛋白血症可能是因個體攝入某些藥物、毒素，或對敏感人群因食用蠶豆而引起。具體來說，它用於治療高鐵血紅蛋白水平超過30%，或在氧療後仍出現症狀的情況。通常，高鐵血紅蛋白通過菸鹼醯胺腺嘌呤二核苷酸或菸鹼醯胺腺嘌呤二核苷酸磷酸依賴性細胞色素b5還原酶，會被還原回血紅素。當因毒素導致大量高鐵血紅蛋白產生時，細胞色素b5還原酶會無法負荷。亞甲藍作為解毒劑，經由靜脈注射後，其本身會首先被還原為無色亞甲藍 (leucomethylene blue)，無色亞甲藍繼而再將高鐵血紅蛋白中的血基質基團還原為血紅素。亞甲藍可將高鐵血紅蛋白的生物半衰期從數小時縮短至數分鐘。然而，如果使用亞甲藍的劑量過高，會適得其反，而導致正鐵血紅蛋白血症，完全扭轉它原本的治療效果。

#### 亞硝酸異丁酯中毒
亞硝酸異丁酯是Rush迷藥（也稱為Poppers，為一種會引起短暫欣快感的吸入性藥物）中使用的化合物之一。
已知亞硝酸異丁酯會導致正鐵血紅蛋白血症。嚴重的正鐵血紅蛋白血症可用亞甲藍治療。

### 複方藥：Methylphen
本節摘錄自複方藥 - 莨菪鹼/優洛托品/水楊酸苯酯/亞甲藍/苯甲酸。
莨菪鹼/優洛托品/水楊酸苯酯/亞甲藍/苯甲酸是一種複方藥，用於治療由泌尿道感染和泌尿道痙攣引起的疼痛。目前在美國以多個品牌名稱銷售，例如Hyophen、Methylphen、Urophen、Urised。曾有以Prosed/DS的品牌名稱銷售的，但目前已停產。
此複方藥中的成分包含
- 莨菪鹼
- 優洛托品
- 水楊酸苯酯
- 亞甲藍，和
- 苯甲酸

### 氰化物中毒
由於亞甲藍的還原電位與氧氣相似，且可被電子傳遞鏈的組分還原，因此大劑量的亞甲藍有時被用作氰化鉀中毒的解毒劑。雖然早在1926年於瑞典的隆德大學的博·薩林（Bo Sahlin ）就已率先展示這種治療方法，但直到1933年，才由女性細胞生物學家馬蒂爾達·莫爾登豪爾·布魯克斯在舊金山首次成功將其測試。

### 休克
亞甲藍能提高血管舒張性症候群（或稱再分佈性休克，症狀為血管廣泛擴張/有效血容量相對不足/血壓下降/器官灌流不足，以至於各個重要器官仍無法獲得足夠的血液和氧氣供應，最終導致器官功能障礙，甚至是衰竭）患者的血壓。然而它並不能改善組織的氧氣輸送，也無法降低死亡率。

### 染料或染色劑

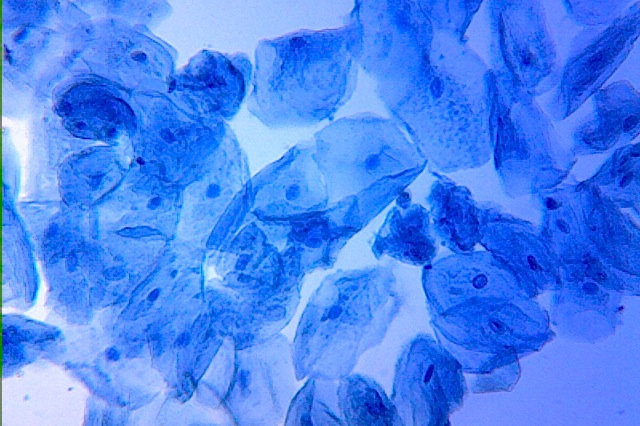
經亞甲藍染色的人類口腔頰細胞。

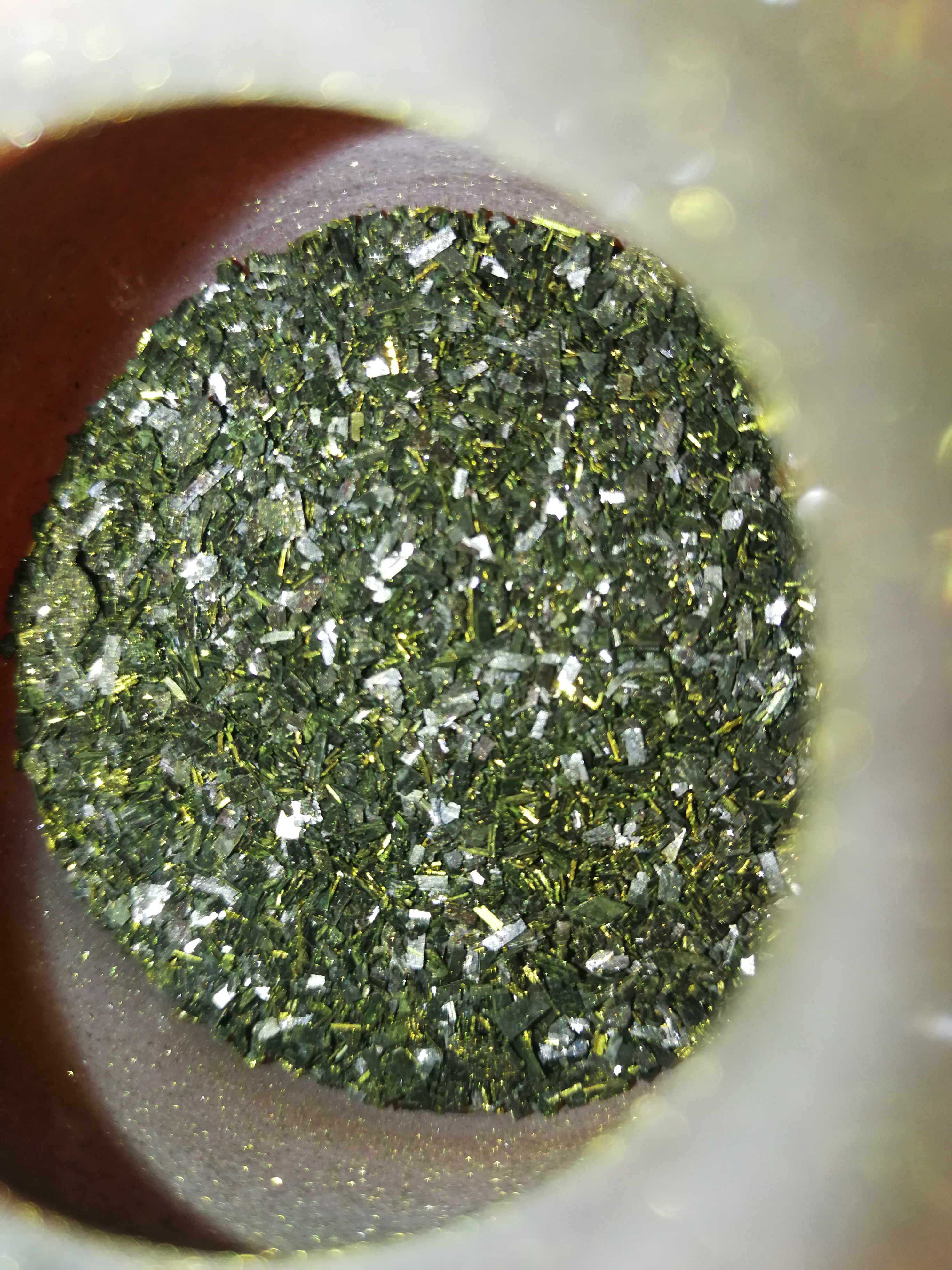
亞甲藍結晶體

亞甲藍在內視鏡（大腸鏡檢查）息肉切除術中，作為生理鹽水或腎上腺素的輔助劑，用於注射到要切除的息肉周圍的黏膜下層。而讓當息肉切除後，可識別黏膜下組織平面，這對於判斷是否需要切除更多組織或是否存在高穿孔風險非常有用。
在前哨淋巴結廓清術等手術中，亞甲藍可用於視覺追蹤受檢組織的淋巴引流。同樣，亞甲藍也會被添加到骨科手術中的骨水泥裡，以便將天然骨骼和骨水泥區分。
亞甲藍有時會用於細胞病理學中，作為賴氏染色液和Diff-Quik等混合染劑中的成分。它能使細胞核和細胞質呈現藍色，並讓細胞核更加清晰可見。

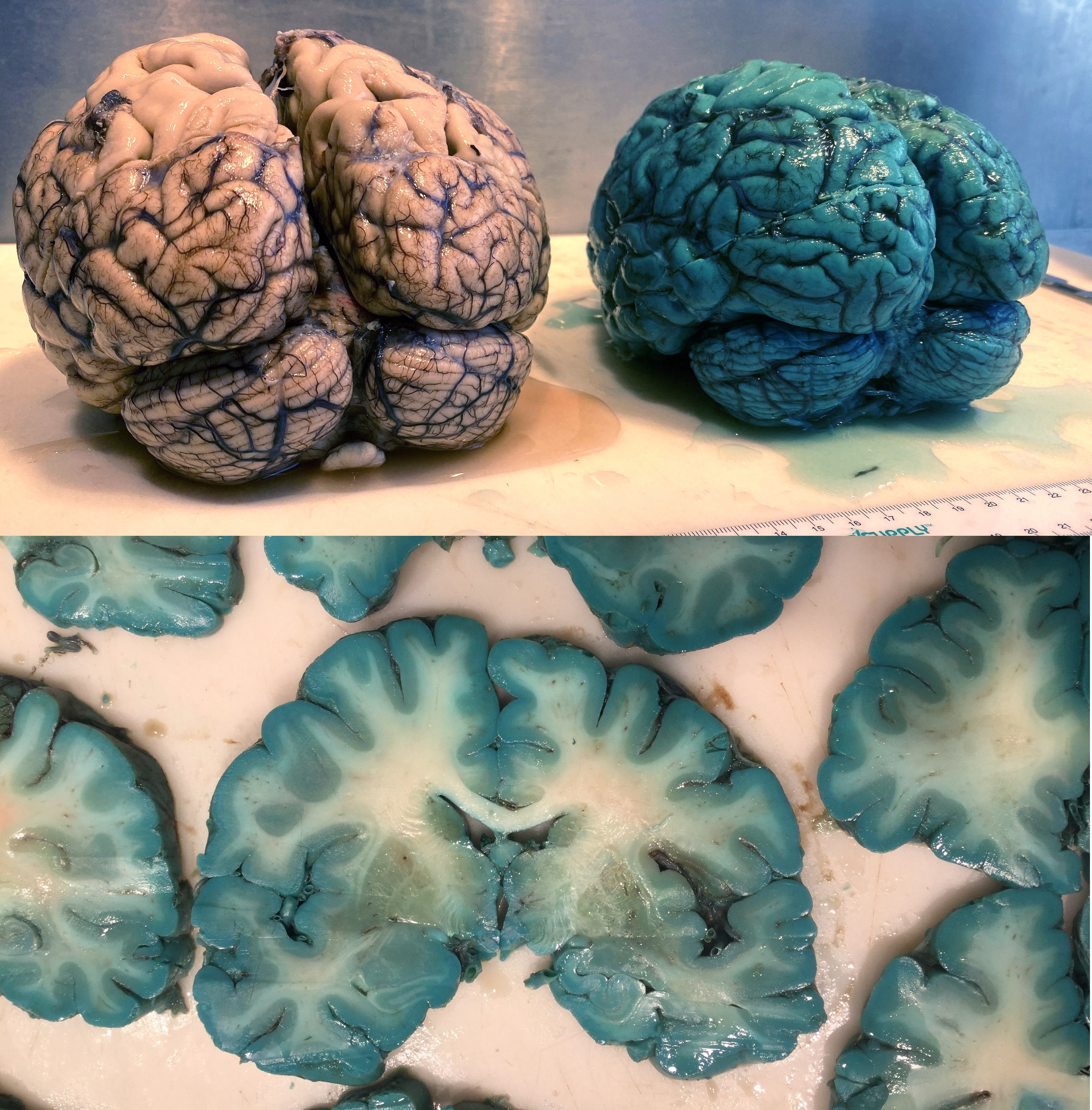
正常大腦與死前曾接受亞甲藍治療個體大腦的肉眼病理學比較。圖中右方呈藍青色的大腦為罹患血管舒張性症候群的個體於過世前接受亞甲藍治療的結果。兩具大腦都是為臨床驗屍而取出，且已用福馬林固定。

亞甲藍的一種傳統應用是神經纖維的活體內或超活體染色，這種效果最早由德國細菌學家保羅·埃爾利希於1887年提出描述。

### 安慰劑
亞甲藍曾被用作安慰劑，醫生會告訴患者預期尿液顏色會改變，並將此視為病情好轉的跡象。同樣是此副作用，使得亞甲藍難以用於傳統的安慰劑對照臨床研究，包括那些測試其作為治療有效性的研究。一種方法是使用低劑量，剛好足以使尿液變藍的劑量作為安慰劑組。然而，低劑量並不能保證其完全沒藥理作用。

## 副作用
| 循環系統              | 中央神經系統                       | 皮膚                      | 消化道                          | 泌尿生殖系統                           | 血液學 |
| --------------------- | ---------------------------------- | ------------------------- | ------------------------------- | -------------------------------------- | ------ |
| - 高血壓 - 心前區疼痛 | - 頭暈 - 意識模糊 - [頭痛]] - 發燒 | - 皮膚染色 - 注射部位壞死 | - 糞便變色 - 噁心 - 嘔吐 - 腹痛 | - 尿液變色 (劑量超過80微克) - 膀胱不適 | - 貧血 |

### 懷孕
雖然個體在懷孕期間使用亞甲藍可能會對胎兒造成傷害，但在正鐵血紅蛋白血症中不使用的話可能會對患者更危險。

### 藥代動力學
在靜脈注射給藥後，亞甲藍的濃度呈現多相變化，終末生物半衰期為5.25小時。最初從血液中的消失，實際上是反映它進入器官的過程，在大鼠研究中，腦、肝臟和膽汁中的濃度均顯著高於血液的。口服（乾燥膠囊）給藥的總體藥物濃度時間曲線下面積 (AUC) 僅為靜脈注射給藥AUC的6.5%；從大鼠研究判斷，藥物在體內器官分佈的顯著改變，是造成這種差異（口服與靜脈注射吸收率不同）的關鍵因素。
當以口服溶液（500毫克溶於200毫升水中）給藥時，其生物利用度大幅增加至72.3±23.9%。在這項較新的研究中，靜脈注射使用的終末生物半衰期報告為18.5±11.8小時，而口服使用的終末生物半衰期則為18.3±7.2小時。口服使用的血藥濃度達峰時間 (tmax) 為2.2小時，而靜脈注射的則為0.5小時。

## 其他用途

### 氧化還原指示劑
亞甲藍在分析化學中被廣泛用作氧化還原指示劑。當處於氧化環境時，這種物質的溶液會呈現藍色，但如果暴露於還原劑中，則會變成無色。

### 光敏劑
亞甲藍也是一種光敏劑，當暴露於氧氣和光線下時，它能產生單線態氧 。在這方面，它被用於通過狄耳士–阿爾德反應製造有機過氧化物，而這種反應若使用正常的氣態三線態氧 則是自旋禁阻的。
亞甲藍藉助光照可用於殺死某些病毒和細菌。這種光照消毒也已在人體內部進行（抗菌光動力療法）。同樣的過程也可用於消毒血漿。
亞甲基藍理論上也適用於其他形式的光動力療法，即利用氧氣、光線和光敏劑來殺死細胞。關於其在局部殺死癌細胞方面的研究正處於臨床前階段。

### 硫化物分析
硫化氫與二甲基對苯二胺和鐵(III) 在pH值0.4 – 0.7條件下反應後形成的亞甲藍，可用於紫外－可見分光光度法，以測定硫化物濃度，範圍為0.020至1.50毫克/升（20ppb（十億分之一）至1.5ppm（百萬分之一））。這項測試非常靈敏，試劑與溶解的硫化氫接觸後形成的藍色在60分鐘內保持穩定。像Spectroquant硫化物測試這類的現成套件有助於日常分析。亞甲藍硫化物測試是一種方便的方法，常在土壤微生物學中用於快速檢測水中硫酸鹽還原菌 (SRB) 的代謝活性。在這個比色測試中，亞甲藍是反應形成的產物，而非添加到系統中的試劑。

### 牛奶新鮮度測試
亞甲基藍是一種氧化還原指示劑的染料，在食品工業中常用於檢測牛奶和乳製品的新鮮度。將幾滴亞甲基藍溶液加入牛奶樣本中，如果溶液保持藍色（在足夠溶解氧的存在下為氧化形式），則表示牛奶新鮮。反之，如果溶液變色（由亞甲藍還原成無色的還原形式所致），則表示牛奶樣本中溶解氧濃度低，表示牛奶可能不新鮮（已被溶解氧進行非生物氧化，導致溶液中氧氣濃度下降），或可能是受到消耗牛奶中溶解氧的細菌污染。換句話說，新鮮牛奶應處於有氧狀態，而亞甲藍就是用來指示牛奶中剩下多少溶解氧的指標。

## 歷史
亞甲藍被稱為"醫學上使用的第一種完全合成藥物"。亞甲藍於1876年由德國化學家海因里希·卡羅首次製備。
它在治療瘧疾方面，由德籍猶太人病理學家保羅·古特曼和諾貝爾獎得主保羅·埃爾利希（德籍醫生及細菌學家）於1891年開創。在第一次世界大戰之前的這段時期，像埃爾利希這樣的研究人員認為藥物和染料的作用方式相同，即通過優先染色病原體而能損害它們。改變病原體的細胞膜是某些藥物的作用方式，因此這個理論有部分正確，但遠非完整。亞甲藍在第二次世界大戰期間繼續受到利用，但並不受士兵歡迎，他們發現"即使上個廁，連尿尿也呈海軍藍。"
馬蒂爾達·莫爾登豪爾·布魯克斯於1933年發現它是一種一氧化碳中毒和氰化物中毒的解毒劑。
亞甲藍是許多抗瘧疾藥物（包括氯喹）、抗組織胺藥以及抗精神病藥（包括氯丙嗪）設計的原始原型或先導化合物。

## 研究

### 瘧疾
亞甲藍的抗瘧疾用途最近（2009年）重新獲得重視。這種藥物能針對頂複門病原體的許多生物學過程發揮作用，但其主要機制似乎是引發致命程度的氧化還原循環。
於2018年發表的一項綜合分析，提出亞甲藍已被證明對非洲惡性瘧原蟲有效。它能有效降低傳播階段配子細胞的水平，並與標準的青蒿素類聯合療法 (ACT) 產生協同作用。亞甲藍對其他瘧疾物種和其他地區惡性瘧原蟲族群的影響尚不明確。

## 社會與文化
社交媒體上在2010年代末和2020年代初出現一股趨勢 - 推廣亞甲藍的各種醫療用途，包括抗衰老、新陳代謝增強、認知改善、癌症治療和COVID-19治療。但目前科學界對於這些用途的有效性和安全性尚未達成共識，也未獲得美國食品藥物管理局 (FDA) 批准。醫學專家警告說，高劑量的亞甲藍可能具有毒性，並可能與其他藥物產生交互作用，而會降低其藥效或引起不可預見的副作用。因此，亞甲藍應僅透過醫生處方使用。
這股風潮可能始於一些發表的科學論文，這些論文探討亞甲藍在治療某些疾病方面的潛力，例如早衰症和皮膚老化。它也被探索作為使用雷射的抗癌光動力療法中的一種組成。一項針對此類研究的系統綜述表達出樂觀態度，但強調需要更廣泛的研究來確認亞甲藍的臨床應用。另一篇回顧則採取更具批判的立場，指出"顯然，鑑於現有數據的異質性以及臨床前數據的缺乏，亞甲藍的臨床使用是一個相當有爭議的問題，這與此類物質在人類醫療中安全使用的標準相牴觸"。
現為美國衛生及公共服務部部長的小羅伯特·甘迺迪於2025年1月在一次飛行旅途中被拍攝到到將不明藍色液體滴入他的飲料中後再飲用。許多人猜測那就是亞甲藍，但甘迺迪尚未對這些說法做出回應。

## 外部連結
- . Drug Information Portal. U.S. National Library of Medicine.
- . MedlinePlus.

Template:Glutamatergics
Template:Monoamine metabolism modulators
Template:Tricyclics